# الانقلاب اليوغوسلافي

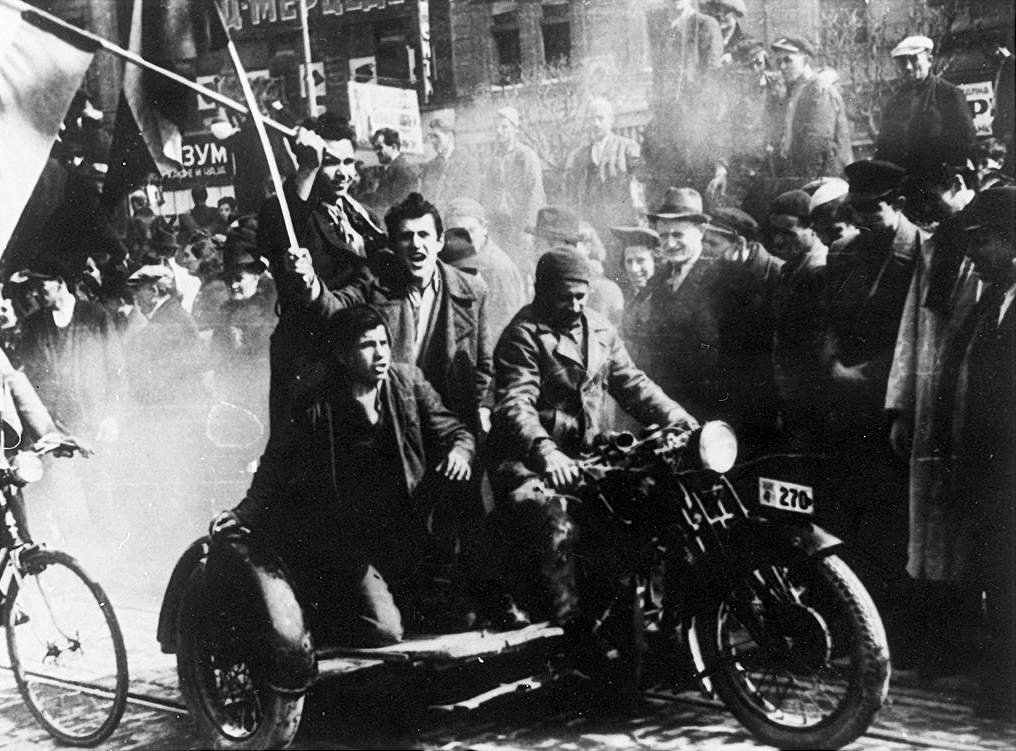
مظاهرات بلغراد يوم 27 مارس

وقع الانقلاب اليوغوسلافي في 27 مارس 1941 في بلغراد، في مملكة يوغوسلافيا، وأدى إلى الإطاحة بمجلس الوصاية على العرش الذي قاده الأمير بول أمير يوغوسلافيا، وتولي الملك بطرس الثاني السلطة. خططت لهذا الانقلاب ونفذته مجموعة من ضباط القوات الجوية اليوغوسلافية الملكية من القوميين الصربيين الموالين للغرب بقيادة الجنرال دوشان سيموفيتش، الذي ارتبط بمؤامرات انقلاب منذ عام 1938. وكان العميد في الطيران العسكري بوريفوي ميركوفيتش، والرائد زيفان كنزيفيتش من الحرس الملكي اليوغوسلافي، وشقيقه رادويه كنيزيفيتش المنظمين الرئيسيين للإطاحة بالحكومة. بالإضافة إلى رادويه كنيزيفيتش، ربما كان بعض القادة المدنيين الآخرين على علم بالانقلاب قبل قيامه وتحركوا لدعمه بمجرد بدئه، لكنهم لم يكونوا من بين المنظمين.
لم يلعب الحزب الشيوعي في يوغوسلافيا أي دور في الانقلاب، على الرغم من أنه قدم مساهمة كبيرة في الاحتجاجات الجماهيرية في الشوارع في الكثير من المدن التي أظهرت الدعم الشعبي للانقلاب حال وقوعه. نجح الانقلاب وأطاح بمجلس الوصاية المكون من ثلاثة أعضاء: الأمير بول، ورادينكو ستانكوفيتش، وإيفو بيروفيتش، وحكومة رئيس الوزراء دراغيشا سفيتكوفيتش. قبل يومين من الإطاحة بها، وقعت حكومة سفيتكوفيتش بروتوكول فيينا القاضي بانضمام يوغوسلافيا إلى الميثاق الثلاثي (المحور). خطط للانقلاب قبل أشهر، ولكن توقيع الميثاق الثلاثي دفع المنظمين إلى تنفيذه، بتشجيع من منظمة تنفيذ العمليات الخاصة البريطانية.
جلب المتآمرون العسكريون إلى السلطة الملك بيتر الثاني البالغ من العمر 17 عامًا، وأعلنوا أنه في سن ملائم لتولي العرش، وشكلت حكومة وحدة وطنية ضعيفة ومنقسمة، وعُين سيموفيتش رئيسًا للوزراء وفلادكو ماتشيك وسلوبودان يوفانوفيتش بصفة نائبين لرئيس الوزراء. أدى الانقلاب بشكل مباشر إلى غزو المحور بقيادة ألمانيا ليوغوسلافيا. يوجد جدال حول دور الانقلاب والغزو اللاحق في تأخير عملية بارباروسا، وهي عملية غزو المحور للاتحاد السوفياتي، ولكن معظم العلماء يعتبرون الآن أنه لم يكن للأمر تأثير كبير على النتيجة النهائية لتلك الحملة.

## الخلفية
ضمت مملكة يوغوسلافيا، التي تشكلت في عام 1918 باسم مملكة الصرب والكروات والسلوفينيين، مجموعات وطنية ودينية متنوعة ذات خلفيات تاريخية متنوعة. ومن بين هذه المجموعات الصرب والكرواتيون والسلوفينيون والمونتينيغريون والمسلمون البوسنيون والمقدونيون والألبان وغيرهم. وارتبطت كل مجموعة من هذه المجموعات ارتباطًا وطيدًا بإحدى الديانات الثلاثة المهيمنة: الكنيسة الأرثوذكسية الصربية (الصرب والمونتينيغريون والمقدونيون)؛ الكنيسة الكاثوليكية (الكرواتيون والسلوفيون)؛ والإسلام (مسلمو البوسنة والألبان). عمق التنوع الديني الانقسامات ضمن المجتمع اليوغوسلافي. وشكل الصرب والمونتينيغريون 38.8%من السكان، والكرواتيون نسبة 23.9%، والسلوفينيون نسبة 8.5%، والمسلمون البوسنيون نسبة 6.3%، والمقدونيون نسبة 5.3%، والألبان نسبة 4%.
وفقًا لبروفيسور الاقتصاد والمؤرخ جوزو تومازيفيتش، كانت يوغوسلافيا ضعيفة سياسيًا منذ إنشائها وظلت كذلك خلال فترة ما بين الحربين العالميتين، ويرجع ذلك بشكل أساسي إلى «نظام مركزي صارم» فرضه دستور فيدوفدان المحابي للصرب، والارتباط القوي المذكور أعلاه بين كل مجموعة وطنية ودينها المهيمن، والتنمية الاقتصادية غير المتكافئة. وتحديدًا، فإن السيادة الدينية للكنيسة الأرثوذكسية الصربية في الشؤون الوطنية والتمييز ضد الكاثوليك والمسلمين زادا من استياء السكان غير الصرب من الجماعات الحاكمة التي يهيمن عليها الصرب والتي سيطرت على المؤسسات والتعيينات الحكومية، وتعاملت مع غير الصرب على أنهم مواطنون من الدرجة الثانية.  نشأ هذا النظام المركزي عن القوة العسكرية الصربية والتعنت الكرواتي، وأدامه الانسحاب الكرواتي، والإفراط في التمثيل الصربي، والفساد، وانعدام الانضباط داخل الأحزاب السياسية. حافظ تخريب ديمقراطية الحكومة من خلال الرشوة السياسية على هذا الوضع. كانت هيمنة النخب الحاكمة الصربية على بقية يوغوسلافيا تعني أن البلد لم يتماسك أبدًا بالمعنى السياسي، وبالتالي لم يكن قادرًا على التصدي للتحديات الاجتماعية والاقتصادية التي سيواجهها.
تعتقد عالمة السياسة البروفيسورة سابرينا بّي. راميت أن اختلال النظام وعدم شرعيته هما السبب في استقطاب السياسة الداخلية للمملكة عرقيًا، وهي ظاهرة يشار إليها باسم «المسألة الوطنية» في يوغوسلافيا. ساهم الفشل في إرساء سيادة القانون، وحماية الحقوق الفردية، وبناء التسامح والمساواة، وضمان حياد الدولة في المسائل المتعلقة بالدين واللغة والثقافة في عدم الشرعية وما نتج عنها من قلقلة.
في عام 1929، ألغيت الديمقراطية وأنشئت ديكتاتورية ملكية على يد الملك ألكسندر، الذي حاول كسر الانقسامات العرقية في البلاد من خلال وسائل مختلفة، منها إنشاء انقسامات إدارية (باللاتينية الصربية الكرواتية: banovine) على أساس الأنهار عوضًا عن المناطق التقليدية. ولقيت هذه الخطوة معارضة كبيرة، إذ دعت أحزاب وشخصيات المعارضة الصربية والسلوفينية إلى تقسيم يوغوسلافيا إلى ست وحدات إدارية عرقية. وبحلول عام 1933، تطور السخط في سافا بانوفينا التي يقطنها الكرواتيون إلى اضطراب مدني كامل، واجهه النظام بسلسلة من الاغتيالات، ومحاولات الاغتيال، والاعتقال لشخصيات مهمة من المعارضة الكرواتية، منهم زعيم حزب الفلاحين الكرواتي فلادكو ماتشيك. عندما اغتيل ألكسندر في مرسيليا في عام 1934 على يد قاتل بلغاري له صلات بالقوميين المتطرفين الكرواتيين، ترأس أوستاشي وابن عمه الأمير بول مجلس وصاية ثلاثي كان من أعضائه السيناتور رادينكو ستانكوفيتش وحاكم سافا بانوفينا إيفو بيروفيتش. حكم مجلس الوصاية نيابة عن ابن ألكسندر البالغ من العمر 11 عامًا، الأمير بيتر، وكان الأمير بول العضو المهم في المجلس.
على الرغم من أن الأمير بول أكثر ليبرالية من ابن عمه، استمرت الديكتاتورية دون توقف. جعلت الديكتاتورية البلاد تتبع سياسة خارجية ثابتة، إلا أن يوغوسلافيا كانت بحاجة إلى السلام الداخلي من أجل ضمان السلام مع جيرانها، ذوي الخطط التوسعية على أراضيها.